# Liste des aéroports au Yukon

Localisation du Yukon sur une carte du Canada.

Il s'agit d'une liste alphabétique des aéroports, des aérodromes et des héliports d'une province ou d'un territoire du Canada. Ils sont énumérés dans le format : 
1. Communauté
2. Nom de l'aéroport comme indiqué dans l'un des Supplément de vol-Canada (CSA) ou par l'autorité aéroportuaire, éventuellement suivi par d'autres nom,
3. Code OACI (Organisation de l'aviation civile internationale): ICAO en anglais
4. Code IATA (Association internationale du transport aérien)
5. Code Transports Canada Lieu identifiant (LID TC) : le « TC LID » est le « lieu d'identification » donné par Transports Canada, représentant le nom et le lieu d'un aéroport. C'est une aide de direction pour aider la circulation aérienne, les télécommunications et les programmes d'ordinateur.
6. Coordonnées géographiques de l'aéroport

Les aéroports qui font partie du réseau national des aéroports sont en caractères gras.

## Aéroports du Yukon[1],[2]
| Ville                   | Nom de l'aéroport                                     | ICAO | TC LID | IATA | Coordonnées                   |
| ----------------------- | ----------------------------------------------------- | ---- | ------ | ---- | ----------------------------- |
| Beaver Creek            | Aéroport de Beaver Creek                              | CYXQ |        | YXQ  | 62° 24′ 37″ N, 140° 52′ 03″ O |
| Braeburn Lodge          | Aéroport Braeburn (Piste d'atterrissage Cinnamon Bun) |      | CEK2   |      | 61° 29′ 04″ N, 135° 46′ 35″ O |
| Burwash Landing         | Aéroport de Burwash                                   | CYDB |        | YDB  | 61° 22′ 14″ N, 139° 02′ 24″ O |
| Carcross                | Aéroport Carcross                                     |      | CFA4   |      | 60° 10′ 27″ N, 134° 41′ 52″ O |
| Carcross                | Hydroaérodrome Carcross                               |      | CEB7   |      | 60° 11′ 00″ N, 134° 42′ 00″ O |
| Carmacks                | Aéroport Carmacks                                     |      | CEX4   |      | 62° 06′ 39″ N, 136° 10′ 42″ O |
| Chapman Lake            | Aérodrome Chapman                                     |      | CEZ2   |      | 64° 54′ 00″ N, 138° 16′ 00″ O |
| Dawson City             | Aéroport de Dawson City                               | CYDA |        | YDA  | 64° 02′ 32″ N, 139° 07′ 49″ O |
| Dawson City             | Hydroaérodrome Dawson City                            |      | CEG7   |      | 64° 04′ 00″ N, 139° 26′ 00″ O |
| Eagle Plains            | Aéroport Finlayson Lake                               |      | CFT3   |      | 61° 41′ 29″ N, 130° 46′ 26″ O |
| Eagle Plains            | Aérodrome Wiley                                       |      | CAJ2   |      | 66° 29′ 28″ N, 136° 34′ 24″ O |
| Faro                    | Aéroport de Faro                                      | CZFA |        | ZFA  | 62° 12′ 27″ N, 133° 22′ 33″ O |
| Fort Selkirk            | Aérodrome Fort Selkirk                                |      | CFS3   |      | 62° 46′ 06″ N, 137° 23′ 05″ O |
| Haines Junction         | Aéroport de Haines Junction                           | CYHT |        | YHT  | 60° 47′ 21″ N, 137° 32′ 44″ O |
| Hyland                  | Aéroport Hyland                                       |      | CFT5   |      | 61° 31′ 26″ N, 128° 16′ 11″ O |
| La Biche River          | Aéroport La Biche River                               |      | CFP6   |      | 60° 07′ 45″ N, 124° 02′ 55″ O |
| Macmillan Pass          | Aéroport Macmillan Pass                               |      | CFC4   |      | 63° 10′ 52″ N, 130° 12′ 07″ O |
| Mayo                    | Aéroport de Mayo                                      | CYMA |        | YMA  | 63° 36′ 59″ N, 135° 52′ 06″ O |
| McQuesten               | Aéroport de McQuesten                                 |      | CFP4   |      | 63° 36′ 00″ N, 137° 34′ 00″ O |
| Minto Mine              | Aérodrome Minto                                       |      | CMN4   |      | 62° 36′ 17″ N, 137° 13′ 19″ O |
| Ogilvie River           | Aérodrome Ogilvie                                     |      | CFS4   |      | 65° 40′ 00″ N, 138° 07′ 00″ O |
| Old Crow                | Aéroport d’Old Crow                                   | CYOC |        | YOC  | 67° 34′ 14″ N, 139° 50′ 21″ O |
| Pelly Crossing          | Aéroport Pelly Crossing                               |      | CFQ6   |      | 62° 50′ 15″ N, 136° 31′ 40″ O |
| Pine Lake               | Aérodrome Daughney                                    |      | CFY5   |      | 60° 06′ 11″ N, 130° 56′ 01″ O |
| Ross River              | Aéroport de Ross River                                | CYDM |        | YDM  | 61° 58′ 14″ N, 132° 25′ 20″ O |
| Silver City             | Aéroport Silver City                                  |      | CFQ5   |      | 61° 01′ 44″ N, 138° 24′ 27″ O |
| Teslin                  | Aéroport de Teslin                                    | CYZW |        | YZW  | 60° 10′ 23″ N, 132° 44′ 30″ O |
| Tincup Wilderness Lodge | Hydroaérodrome Tincup Lake                            |      | CEF9   |      | 61° 44′ 56″ N, 139° 14′ 45″ O |
| Twin Creeks             | Twin Creeks Aéroport                                  |      | CFS7   |      | 62° 37′ 10″ N, 131° 16′ 13″ O |
| Watson Lake             | Aéroport de Watson Lake                               | CYQH |        | YQH  | 60° 06′ 59″ N, 128° 49′ 21″ O |
| Watson Lake             | Hydroaérodrome Watson Lake                            |      | CEJ9   |      | 60° 07′ 00″ N, 128° 47′ 00″ O |
| Whitehorse              | Aéroport international Erik Nielsen de Whitehorse     | CYXY |        | YXY  | 60° 42′ 34″ N, 135° 04′ 08″ O |
| Whitehorse              | Hydroaérodrome Whitehorse                             |      | CEZ5   |      | 60° 41′ 28″ N, 135° 02′ 13″ O |
| Whitehorse              | Aéroport Whitehorse/Cousins                           |      | CFP8   |      | 60° 48′ 29″ N, 135° 10′ 38″ O |

Les aéroports qui font partie du système national des aéroports sont en caractères gras. 
- Les noms alernatifs sont en parenthèses

## Aéroports abandonnés
| Ville           | Nom de l'aéroport                        | ICAO | TC LID | IATA | Coordonnées                   |
| --------------- | ---------------------------------------- | ---- | ------ | ---- | ----------------------------- |
| Faro            | Hydroaérodrome Faro/Johnson Lake         |      | CFC9   |      | 62° 12′ 12″ N, 133° 23′ 33″ O |
| Haines Junction | Hydroaérodrome Haines Junction/Pine Lake |      | CFE8   |      | 60° 48′ 10″ N, 137° 29′ 27″ O |
| Teslin          | Hydroaérodrome Teslin                    |      | CEE9   |      | 60° 10′ 00″ N, 132° 46′ 00″ O |